# ローナン・キーティング
ローナン・キーティング（Ronan Patrick John Keating, 1977年3月3日 - ）は、アイルランドの歌手。

## バイオグラフィー
1993年、16歳のときにボーイズ・グループ、ボーイゾーンのメンバーになる。また、この後に当時まだ知られていなかったウエストライフをマネージメントする。1999年からはソロ活動に専念している。トップ10シングルは14曲。代表曲として、"en:When You Say Nothing At All"（アリソン・クラウスもカバーした、en:Keith Whitley の楽曲）がある。この曲は映画、『ノッティングヒルの恋人』のサウンドトラックに使用された。
デビューアルバム『ローナン』("Ronan")は2000年7月31日に世界中でリリースされ、2ndアルバムの『デスティネイション』("Destination")はUKチャート1位を獲得。プラチナを獲得している。しかし、3rdアルバム『ターン・イット・オン』("Turn It On")はUKチャート21位にとどまる。2004年にはローナン・キーティングの集大成となるベストアルバム"10 Years of Hits" をリリース。2006年6月5日には"Bring You Home"をリリース。UKチャート3位を記録。

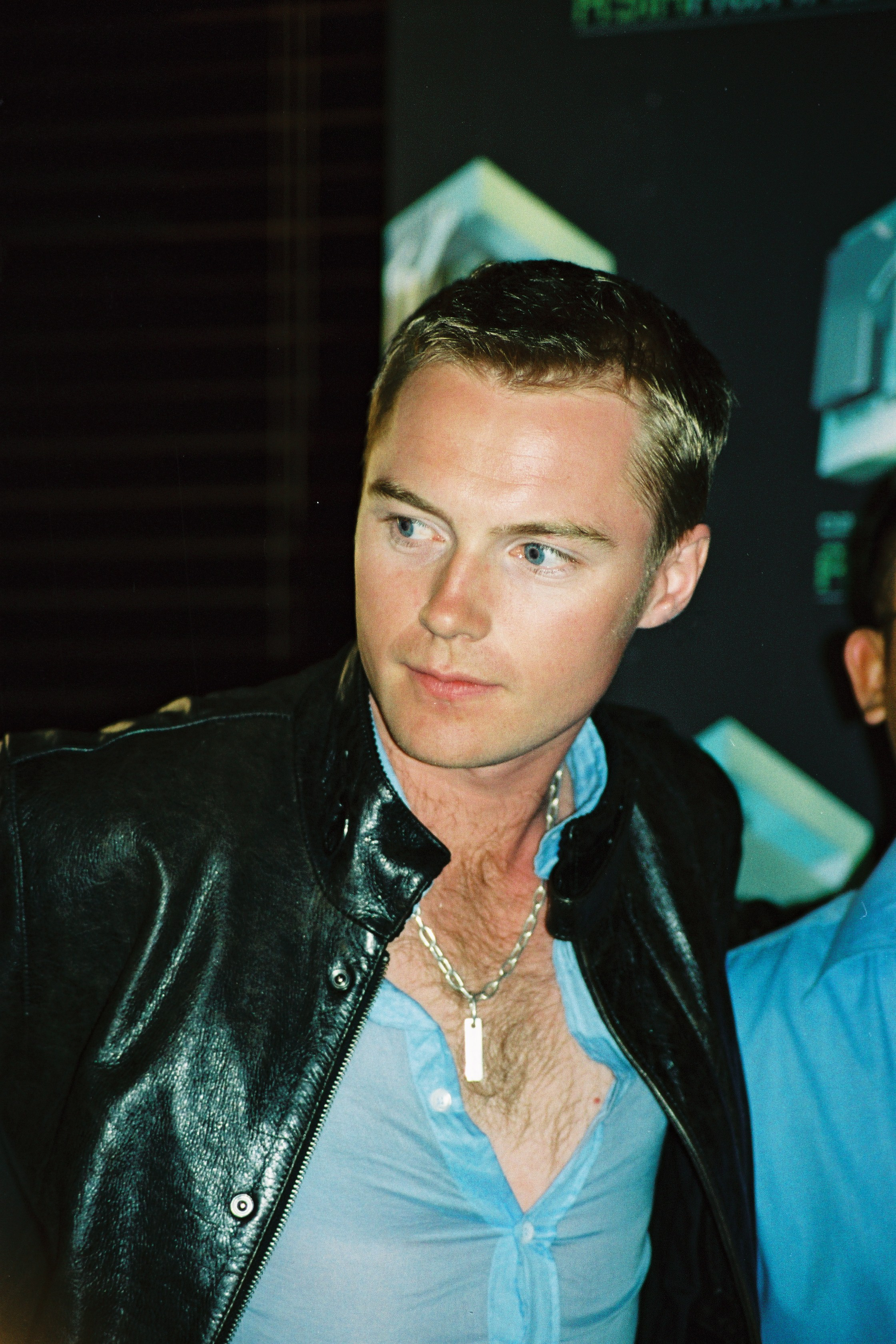
2002年のMTVアジア・アワードのプレパーティーでのローナン

1997年にユーロビジョン・ソング・コンテストの司会を務め、同年と1999年にはMTVヨーロッパ・ミュージック・アワードの司会を務める。また、2002年にはMTVアジア・アウォーズの副司会を務める（このときの司会者はマンディ・ムーア）。1998年に結婚し3人の子供がいる。トム・クルーズの大ファンでもある。

## 2007年以降
2007年にはライブ活動を再開する。同年3月9日にカンボジアで5月7日、9日にライブをすると発表。このような発展途上国で国際的に有名な歌手がライブ・パフォーマンスを開催することは非常に期待がもたれていた。4月23日にはチケットが発売され、カンボジアで開催された後は台湾、スイス、イギリス、ドイツでも開催された。
活動を休止していたボーイゾーンが2007年の暮に再結成し、2008年からはボーイゾーンのメンバーとして活動をしている。
そのボーイゾーンの活動と両立して自身5枚目のアルバム、"Song For My Mother"が2009年3月にリリースされた。アイルランド・UKアルバムチャートで1位を記録。
2013年にはマイヤーのクリスマス向けのコンピレーション盤『ザ・スピリット・オブ・クリスマス』2013年版のためにダニー・ミノーグと「サンタが街にやってくる」をデュエットした。
2016年、ザ・ヴォイスのオーストラリア版の審査員を務めたが、1シーズンで降板。
2023年、ザ・ヴォイスのドイツ版シーズン13にコーチとして参加。

## チャリティ活動
チャリティ活動にも熱心で、彼の母が1998年に乳癌で亡くなって以来、彼の家族は乳癌と闘う女性を援助するチャリティ基金を創設する。
2009年2月27日から3月7日にかけてイギリスのチャリティ番組コミックリリーフのチャリティ活動の一環としてゲイリー・バーロウ、シェリル・コールなど多数の著名人とともにキリマンジャロ登山に挑戦し、見事頂上にたどり着いた。

## ディスコグラフィー

### アルバム
| 年                                        | タイトル            | アルバム詳細                                                                                         | チャート最高位 | チャート最高位 | チャート最高位 | チャート最高位 | チャート最高位 | チャート最高位 | チャート最高位 | チャート最高位 | チャート最高位 | チャート最高位 | 認定                                 |
| 年                                        | タイトル            | アルバム詳細                                                                                         | IRE            | AUS            | AUT            | GER            | NLD            | NOR            | NZ             | SWE            | SWI            | UK             | 認定                                 |
| ----------------------------------------- | ------------------- | --- | -------------- | -------------- | -------------- | -------------- | -------------- | -------------- | -------------- | -------------- | -------------- | -------------- | ------------------------------------ |
| 2000                                      | Ronan               | - 発売日: 2000年7月31日 - レーベル: Polydor - フォーマット: CD, cassette - 全英売上: 75万枚          | 2              | 5              | 10             | 2              | 8              | 1              | 2              | 3              | 4              | 1              | - AUS: 3× プラチナ - UK: 4× プラチナ |
| 2002                                      | Destination         | - 発売日: 2002年5月17日 - レーベル: Polydor - フォーマット: CD, cassette                             | 3              | 3              | 2              | 1              | 4              | 2              | 1              | 5              | 3              | 1              | - AUS: 2× プラチナ - UK: 2× プラチナ |
| 2003                                      | Turn It On          | - 発売日: 2003年11月16日 - レーベル: Polydor - フォーマット: CD, cassette - 全英売上: 10万枚         | 57             | 25             | 45             | 18             | 89             | 29             | —              | 54             | 19             | 21             | - AUS: ゴールド - UK: ゴールド       |
| 2006                                      | Bring You Home      | - 発売日: 2006年6月2日 - レーベル: Polydor - フォーマット: CD, digital download - 全英売上: 90万枚   | 16             | 6              | 10             | 7              | 89             | —              | 7              | 10             | 3              | 3              | - AUS: プラチナ - UK: ゴールド       |
| 2009                                      | Songs for My Mother | - 発売日: 2009年3月13日 - レーベル: Polydor - フォーマット: CD, digital download - 全英売上: 10万枚  | 1              | 1              | 34             | 14             | 6              | 7              | 1              | —              | 13             | 1              | - AUS: プラチナ - UK: ゴールド       |
| 2009                                      | Winter Songs        | - 発売日: 2009年11月13日 - レーベル: Polydor - フォーマット: CD, digital download - 全英売上: 10万枚 | 12             | 24             | —              | 73             | 14             | —              | 25             | —              | 74             | 16             | - AUS: ゴールド - UK: ゴールド       |
| 2010                                      | Duet                | - 発売日: 2010年11月12日 - レーベル: Polydor - フォーマット: CD, digital download                    | —              | 3              | —              | —              | —              | —              | 1              | —              | —              | —              | - AUS: プラチナ - NZ: 2× プラチナ    |
| 2011                                      | When Ronan Met Burt | - 発売日: 2011年3月21日 - レーベル: Polydor - フォーマット: CD, digital download - 全英売上: 20万枚  | 5              | 3              | —              | —              | —              | —              | 9              | 56             | —              | 3              | - AUS: ゴールド - UK: ゴールド       |
| 2012                                      | Fires               | - 発売日: 2012年9月3日 - レーベル: Polydor - フォーマット: CD, digital download - 全英売上: 3万枚    | 12             | 12             | 51             | 20             | 35             | —              | 18             | —              | 26             | 5              |                                      |
| 2016                                      | Time of My Life     | - 発売日: 2016年2月12日 - レーベル: Decca - フォーマット: CD, digital download                       | 26             | 6              | 44             | 25             | 68             | —              | 26             | —              | 16             | 4              |                                      |
| 2020                                      | Twenty Twenty       | - 発売日: 2020年7月24日 - レーベル: Decca - フォーマット: CD, digital download, streaming            | 22             | 9              | 47             | 24             | 68             | —              | 11             | —              | -              | 2              |                                      |
| 2021                                      | Songs from Home     | - 発売日: 2021年11月12日 - レーベル: Decca - フォーマット: CD, digital download, streaming           | 20             | 80             | -              | 80             | -              | —              | -              | —              | 70             | 15             |                                      |
| "—"は未発売またはチャート圏外を意味する。 |                     | |                |                |                |                |                |                |                |                |                |                |                                      |